# Corey Burton
Corey Burton (* 3. August 1955 in Los Angeles, Kalifornien) ist ein US-amerikanischer Synchronsprecher. Er besuchte einen Synchronsprechkurs bei Daws Butler, um sein Talent zu zeigen. Butler erkannte sein Talent und besorgte ihm einige Rollen in Hörspielen und eine Rolle in einem Unterrichtsfilm, der von den Walt Disney Studios produziert wurde.

## Sprechrollen
- Captain Hook in Jake und die Nimmerland-Piraten (Jake and the Never Land Pirates)
- Toadwart (Toadie) in Disneys Gummibärenbande (Disney's Adventures of the Gummi Bears)
- Count Dooku in Star Wars: Clone Wars
- Onus in Der Schatzplanet (Treasure Planet)
- Heftiche in Der Glöckner von Notre Dame (The Hunchback of Notre Dame)
- Boudelaire in Atlantis – Das Geheimnis der verlorenen Stadt (Atlantis: The Lost Empire)
- Primus von Quack in Micky Maus Wunderhaus (Mickey Mouse Clubhouse)
- Erzähler in Neue Micky Maus Geschichten (Mickey Mouse Works)
- Shockwave und Spike Witwicky in Transformers – Der Kampf um Cybertron (The Transformers: The Movie)
- Kapitän Hook in Peter Pan: Neue Abenteuer in Nimmerland (Return to Never Land)
- Boudelaire in Atlantis – Die Rückkehr (Atlantis: Milo’s Return)
- Karli in Cinderella 2 – Träume werden wahr (Cinderella II: Dreams Come True)
- Ironhide, Ratchet, Megatron, Shockwave und Koloss von Rhodos (Syrus Rhodes) in Transformers: Animated
- Spike Witwicky in The Transformers
- Brainiac in Superman (Superman: The Animated Series)
- Shockwave und Spike Witwicky in Transformers: Generation 2
- Harvey Fenner in Küss den Frosch (The Princess and the Frog)
- Red Tornado in Batman: The Brave And The Bold
- Jaga in ThunderCats
- Hugo Strange in Batman: Arkham City
- Captain Suds in Partysaurus Rex
- 2020: Phineas und Ferb: Candace gegen das Universum (Phineas and Ferb: Candace Against the Universe) [Stimme]
- 2022: Chip und Chap: Die Ritter des Rechts (Chip 'n' Dale: Rescue Rangers, Stimme)